# NFI Krezus
Krezus Spółka Akcyjna (dawniej: Narodowy Fundusz Inwestycyjny Krezus SA, Drugi Narodowy Fundusz Inwestycyjny SA) – spółka akcyjna notowana na Giełdzie Papierów Wartościowych w Warszawie, zawiązana przez Skarb Państwa 15 grudnia 1994 jako jeden z narodowych funduszy inwestycyjnych.
15 lutego 2004 przejęta przez R and D Advisors sp. z o.o., kontrolowaną przez Romana Karkosika. Od 4 czerwca 2007 działa pod obecną firmą.
Na dzień 30.10.1996 w skład Portfela Większościowego Drugiego Narodowego Funduszu Inwestycyjnego wchodziły następujące spółki:
1. Zakłady Włókien Chemicznych STILON SA (Gorzów Wielkopolski)
2. METALURGIA SA (Radomsko, ul. Reymonta 62)
3. Fabryka Maszyn Górniczych FAMUR SA (Katowice)
4. Fabryka Maszyn GLINIK SA (Gorlice)
5. Fabryka Butli Technicznych MILMET SA (Sosnowiec ul. Grota Roweckiego 130)
6. Pabianickie Zakłady Przemysłu Bawełnianego PAMOTEX SA (Pabianice, ul. Zamkowa 3)
7. Zakłady Urządzeń Technicznych ZGODA SA (Świętochłowice, ul. Wojska Polskiego 66/68)
8. Fabryka Maszyn Górnictwa Odkrywkowego FAMAGO SA (Zgorzelec, ul. Groszowa 3)
9. METRIX SA (Tczew, ul. Piaskowa 3)
10. Zakłady Metalurgiczne POMET SA (Poznań, ul. Krańcowa 15)
11. Fabryka Sprzętu Elektromechanicznego TAMEL SA (Tarnów, ul. Elektryczna 6)
12. Śląskie Zakłady Lin i Drutu LINODRUT SA (Zabrze, ul. Sobieskiego 1)
13. Fabryka Silników Elektrycznych Małej Mocy SILMA SA (Sosnowiec, ul. Braci Mieroszewskich 124)
14. Katowickie Przedsiębiorstwo Budownictwa Przemysłowego BUDUS SA (Katowice, ul. Barbary 21)
15. INSTAL-Rzeszów SA (Rzeszów, ul. Reja 12)
16. Fabryka Mebli Giętych w Jasienicy SA (43-385 Jasienica)
17. Zakłady Przemysłu Bawełnianego FROTEX SA (Prudnik)
18. Żywieckie Zakłady Papiernicze SOLALI SA (Żywiec)
19. "WĘGIERSKA GÓRKA" Fabryka Armatury i Odlewnia SA (Węgierska Górka, ul. Kościuszki 2/16)
20. Przedsiębiorstwo Budownictwa Przemysłowego i Ogólnego RESBUD SA (Rzeszów)
21. Zakłady Mięsne w Kościanie SA (Kościan)
22. ZINSTAL SA (Zielona Góra, ul. Batorego 126a)
23. Tarnobrzeskie Przedsiębiorstwo Budownictwa "BUDOCOP" SA (Tarnobrzeg, ul. Moniuszki 6)
24. Przedsiębiorstwo Montażu Urządzeń Elektrycznych Przemysłu Węglowego SA (Katowice, ul. Grabowa 2)
25. "EDA" SA (Poniatowa, ul. Fabryczna 16)
26. "BEZETEN" SA (Bytom, ul. Bernardyńska 1)
27. Zakłady Mechaniczne "WIROMET" SA (Mikołów)
28. Zakłady Sprzętu Elektroinstalacyjnego OSPEL SA (Wierbka, gmina Pilica)
29. Fabryka Urządzeń Transportowych SA (Suchedniów, ul. Fabryczna 5)
30. Zakłady Powlekania i Konfekcjonowania Tkanin "GREVITA" SA (Trzebinia, ul. Dworcowa 2)
31. TRANSPRZĘT SA (Tychy, ul. Dojazdowa 9)
32. "PEBEKA" - Przedsiębiorstwo Budowy Kopalń w Bytomiu SA (Bytom, ul. Żeromskiego 44)
33. ELMET-Rzeszów SA (Rzeszów, ul. prof. L. Chmaja 4)
34. Zakłady Naprawcze Taboru Kolejowego „WROCŁAW” SA (Wrocław, ul. Rychtalska 10/14)